# Болгуры (починок)
Болгуры — починок в Воткинском районе Удмуртской Республики России.

## География
Починок находится в восточной части республики, в подзоне южной тайги, на востоку от реки Позимь, на расстоянии примерно 20 километров (по прямой) к юго-западу от города Воткинска, административного центра района. 

### Климат
Климат характеризуется как умеренно континентальный, с продолжительной холодной многоснежной зимой и коротким относительно жарким летом. Среднегодовая температура воздуха — 1,4 °С. Средняя температура воздуха самого тёплого месяца (июля) — 17,5 °C (абсолютный максимум — 34,3 °C); самого холодного (января) — −15 °C (абсолютный минимум — −43 °C). Вегетационный период длится 160 дней. Среднегодовое количество атмосферных осадков составляет 527 мм, из которых 376 мм выпадает в период с апреля по октябрь. Снежный покров держится в течение 172 дней.

### Часовой пояс
Починок Болгуры, как и вся Удмуртская Республика, находится в часовой зоне МСК+1. Смещение применяемого времени относительно UTC составляет +4:00.

## Население
| 2010 | 2012 |
| ---- | ---- |
| 26   | ↗34  |

### Национальный состав
Согласно результатам переписи 2002 года, в национальной структуре населения русские составляли 100 % из 2 чел..

## Инфраструктура
В починке 1 улица- Железнодорожная. В починке находится железнодорожная станция Болгуры.